# David Griffiths (physicien)
Pour les articles homonymes, voir David Griffiths et Griffiths.
David J. Griffiths, né le 5 décembre 1942 à Washington, est un physicien et écrivain scientifique américain. Il a travaillé au Reed College de 1978 à 2009, où il a été Howard Vollum Professor of Science.

## Biographie
David Griffiths a obtenu un diplôme de la Putney School (en), puis, à l'université Harvard, un baccalauréat ès arts en 1964, une maîtrise en 1966 et un doctorat en 1970. Sa thèse doctorale (Covariant Approach to Massless Field Theory in the Radiation Gauge : Approche covariante de la théorie des champs sans masse dans la jauge de radiation) sur les particules physiques a été complétée sous la supervision de Sidney Coleman.
David Griffiths est surtout connu pour ses trois manuels de niveau universitaire : Introduction to Elementary Particles (publié en 1987, 2e édition en 2008), Introduction to Quantum Mechanics (publié en 1995, 2e édition en 2004) et Introduction to Electrodynamics (publié en 1981, 4e édition en 2012).
En 1997, il a reçu le Robert A. Millikan award (en) remis « à ceux qui ont accompli de remarquables contributions savantes à l'éducation en physique, ».

## Publications
- (en) Introduction to Elementary Particles, Wiley-VCH, 2008, 2e éd., 454 p. (ISBN 978-3-527-40601-2 et 3-527-40601-8)
- (en) Introduction to Electrodynamics, Addison-Wesley, 2012, 4e éd., 599 p. (ISBN 978-0-321-85656-2 et 0-321-85656-2)
- (en) Introduction to Quantum Mechanics, Upper Saddle River, New Jersey, Prentice Hall, 1995, 394 p. (ISBN 978-0-13-124405-4, OCLC 30076505, présentation en ligne)
- (en) David J. Griffiths et Reed College, Revolutions in Twentieth-Century Physics, Cambridge University Press, 2012 (ISBN 978-1-107-60217-5, OCLC 798059454, lire en ligne)